# Lecideales
De Lecideales vormen een orde van Lecanoromycetes uit de subklasse van Lecanoromycetidae.
Tot deze orde behoren bepaalde soorten korstmossen.

## Taxonomie
De taxonomische indeling van de Lecideales is als volgt:
- Familie: Lecideaceae
- Familie: Lopadiaceae